# Альбрехт, Даниэль
Даниэ́ль А́льбрехт (нем. Daniel Albrecht; 25 мая 1983, Фьеш) — швейцарский горнолыжник, чемпион мира 2007 года.

## Карьера
Дебютировал на Кубке мира в девятнадцатилетнем возрасте в январе 2003 года, стартовав в австрийском Шладминге в слаломе. Месяц спустя швейцарец выиграл три золота (в скоростном спуске, комбинации и гигантском слаломе) и серебро на молодёжном чемпионате мира, который проходил во Франции.
В 2007 году, на чемпионате мира, который проходил в шведском Оре Альбрехт, который не имел в своём послужном списке ни единого подиума кубковых этапов, завоевал полный комплект наград. В комбинации он выиграл золотую медаль, в гигантском слаломе - серебряную, а в составе сборной Швейцарии стал бронзовым призёром. 
Сразу после чемпионата завоевал первый подиум, став вторым в скоростном спуске на этапе в Ленцерхайде. А в самом начале следующего сезона, в декабре 2007 года одержал и первую победу, выиграв сразу два старта в американском Бивер-Крике.

## Травма и восстановление
22 января 2009 года в Китцбюэле во время тренировочного спуска на знаменитой трассе «Штрайф» Альбрехт потерял равновесие на приземлении в последнем прыжке и упал на скорости около 130 км/ч. Первоначально швейцарец приземлился на спину, потом сильно ударился лицом и коленями. В результате этого он получил тяжёлые травмы: пострадали мозг и лёгкие. Альбрехт был немедленно на вертолёте доставлен в клинику Инсбрука, где был введен в состояние искусственной комы. В таком состоянии он пробыл три недели, после чего был выведен из комы и начал процесс восстановления. В конце апреля, после четырёх месяцев врачи заявили, что в плане неврологии все в порядке. И уже через 9 месяцев после падения Альбрехт приступил к тренировкам с командой.
Однако последствия травмы вынудили Даниэля пропустить сезон 2009/2010 и Олимпиаду в Ванкувере.

## Возвращение
Альбрехт вернулся в большой спорт в постолимпийском сезоне, заняв в своем первом после восстановления старте 21-е место в гигантском слаломе. В 2012 году вновь получил серьёзную травму колена, которая привела к пропуску очередного сезона. Из-за регулярных травм в ноябре 2013 года Альбрехт объявил о завершении профессиональной карьеры.

## Подиумы на Кубке мира
| Сезон     | Дата        | Место проведения       | Дисциплина        | Место |
| --------- | ----------- | ---------------------- | ----------------- | ----- |
| 2006/2007 | 14 Мар 2007 | Ленцерхайде, Швейцария | Скоростной спуск  | 2-е   |
| 2007/2008 | 29 Ноя 2007 | Бивер-Крик, США        | Суперкомбинация   | 1-е   |
| 2007/2008 | 2 Дек 2007  | Бивер-Крик, США        | Гигантский слалом | 1-е   |
| 2007/2008 | 5 Янв 2008  | Адельбоден, Швейцария  | Гигантский слалом | 2-е   |
| 2007/2008 | 11 Янв 2008 | Венген, Швейцария      | Суперкомбинация   | 2-е   |
| 2007/2008 | 15 Мар 2008 | Бормио, Италия         | Слалом            | 2-е   |
| 2008/2009 | 26 Окт2008  | Зёльден, Австрия       | Гигантский слалом | 1-е   |
| 2008/2009 | 21 Дек 2008 | Альта Бадиа, Италия    | Гигантский слалом | 1-е   |

## Статистика сезонов
| Сезон     | Общий зачёт | Слалом | Гигантский слалом | Супергигант | Скоростной спуск | Комбинация |
| --------- | ----------- | ------ | ----------------- | ----------- | ---------------- | ---------- |
| 2004/2005 | 53          | 34     | 43                | —           | —                | 4          |
| 2005/2006 | 50          | 26     | 30                | —           | —                | 36         |
| 2006/2007 | 27          | 22     | 20                | 31          | 30               | 18         |
| 2007/2008 | 7           | 18     | 5                 | 23          | 43               | 3          |
| 2008/2009 | 20          | 55     | 7                 | 23          | 22               | 18         |
| 2010/2011 | 140         | —      | 42                | —           | —                | —          |
| 2011/2012 | 152         | —      | 52                | —           | —                | —          |